# Mariposas Negras (película)
Mariposas Negras  es una película de animación sobre los impactos de la crisis climática y la migración, dirigida por David Baute y estrenada en España en el año 2024.

## Argumento
Inspirada por mujeres reales, propone un viaje desde África, el Caribe y Asia hacia un incierto futuro para la humanidad. El cambio climático impacta en las vidas de Tanit, Valeria y Shaila, tres mujeres de puntos muy distintos del planeta pero con algo en común: las tres lo pierden todo por el efecto del calentamiento global y se ven forzadas a migrar para sobrevivir.
Sequías, inundaciones y huracanes han acabado con sus formas de vida y encuentran en la migración, dentro de sus países hacia Europa o hacia el Golfo Pérsico, una posibilidad de salvar a sus familias. Una denuncia y una secuela del documental Éxodo climático (2020), del mismo director, donde ya se presentaban las vidas de las mismas protagonistas.
Si bien este largometraje tiene como eje central el cambio climático, también lo utiliza como punto de partida para explorar una serie de problemas sociopolíticos que conectan directamente con la crisis, la migración, el exilio y el refugio como derecho humano pero también la inoperancia de las instituciones que han sido rebasadas, las barreras estructurales para el acceso a los derechos fundamentales, la violencia de género que padecen muchas mujeres en su busca de una vida digna, las guerras por la disputa de territorios y recursos, la intensificación de la pobreza, la burocracia que entorpece la búsqueda de soluciones e incluso la falta de empatía del grueso de la gente que prefiere voltear hacia otro lado que encarar a las víctimas que ponen rostro a un dilema que tarde o temprano terminará por afectarnos a todas las personas.

Otro de los temas que ha puesto sobre la mesa esta película animada ha sido  la necesidad de incluir la crisis climática como motivo de solicitud de asilo en los pactos de asilo y migración. 
El hecho de que se pueda reconocer la figura del migrantes climático es un paso importante, ellos vivían en sus tierras y por el cambio climático hay islas en las que ya no pueden vivir, somos responsables de ello, cuando vienen por estas consecuencias son los únicos que no están reconocidos por los gobiernos", David Baute.
Mariposas negras no es una enorme superproducción. Su fortaleza reside en su honestidad y en una verdad que va más allá de un somero mensaje ecologista: se habla de temas tan relevantes como la prostitución forzada, las guerras del agua, las imposibles reunificaciones familiares o la esclavitud.
Esta película ha sido escrita por Yaiza Berrocal a partir de un argumento original del director, tras un proceso de producción de más de ocho años. Cuenta además con la música de Diego Navarro y una canción original compuesta expresamente para la película por Rubén Blades. ‘Mariposas negras’ está nominada a los Premios Forqué de los productores españoles.

## Reparto
Animación

## Producción
Es una producción de Ikiru Films (Edmon Roch), Tinglado Film (David Baute), Anangu Grup (Marc Sabé) y la Corporació Catalana de Mitjans Audiovisuals, SA (Muntsa Tarrés, Xavier Romero) en coproducción con Tunche Films, de Panamá (César Zelada), y con la participación de Mogambo, RTVE, 3CAT y Radio Televisión Canaria, con la financiación del ICAA y con el apoyo de ICEC, Gobierno de Canarias y Cabildo Insular de Tenerife. Pink Parrot Media ha adquirido los derechos a nivel mundial. La distribución en España corre a cargo de Sideral.
Guion
Yaiza Berrocal 
David Baute - Historia
Selección de dirección y reparto
David Baute - Director
Banda sonora
Diego Navarro | Canción: Rubén Blades.
Fotografía
Maria Pullido

## Lanzamiento
Estreno
El debut como director de un largometraje de animación del documentalista David Baute. La premiere mundial (2024) ha sido en el Festival Internacional de Cine de Animación de Annecy, ‘Mariposas negras’ en adelante ha participado en otros certámenes de primer nivel como la Sección Oficial del Festival de Sitges, donde celebró su estreno nacional, festivales de dedicados al género documental como IDFA (International Documentary Film Festival Ámsterdam) o DocsMX (Festival Internacional de Cine Documental de la Ciudad de México) y la muestra Recent Spanish Cinema 2024, donde tuvo su premiere norteamericana, en el Egyptian Theatre de Los Ángeles. El filme ha sido seleccionado además en otros dos festivales de Categoría A, como el Festival Internacional de Mar de Plata en Argentina y en el Festival Internacional de la India, el evento cinematográfico más importante del sur de Asia, que se celebra en Goa. También ha participado en mercados audiovisuales internacionales como MIFA, Impact Day, MIA-Market Animación, Ventana Sur y Animac. La película se ha proyectado en la Organización de las Naciones Unidas.

## Premios
- 2024: Premios Goya (España): Mejor película de animación.[9]
- 2024: Festival de Sitges: Nominada a Mejor largometraje de animación.[10]
- 2025: Premios Quirino: Mejor largometraje.[11]
- 2025: Premios Platino del Cine Iberoamericano: Mejor película de animación.[12]
- 2024: Premios Gaudí (Academia del Cine Catalán): Mejor película de animación.[13]